# Renato Mordo
Renato Mordo (* 3. August 1894 in  Wien, Österreich-Ungarn; † 5. November 1955 in  Mainz) war Theaterintendant in Oldenburg und Mitbegründer der Staatsopern in Athen und Ankara.

## Vita
Renato Mordo wurde als Sohn des aus Korfu stammenden Kaufmanns Rodolfo Mordo († 1932) und dessen Ehefrau Regina geb. Großmann, die später im Konzentrationslager umkam, am 3. August 1894 in Wien geboren. Beide Elternteile waren gebürtige Juden, die zum Protestantismus übergetreten waren. Renato Mordo besuchte das Gymnasium in Wien und sollte auf Wunsch des Vaters Kaufmann werden, doch er wollte zum Theater. An der Universität Wien studierte er Germanistik, Kunst- und Musikgeschichte. Daneben besuchte er von 1914 bis 1917 die Akademie für Musik und darstellende Kunst Wien, an der er 1917 die „künstlerische Reifeprüfung“ ablegte. Im gleichen Jahr veröffentlichte er seinen expressionistischen Gedichtband Heilige Stunden. Nach dem Studium ging er an das Theater in Aussig und war danach zwei Jahre Oberspielleiter am Stadttheater von Kattowitz.
Im August 1920 wurde Renato Mordo als Oberspielleiter an das Landestheater in Oldenburg verpflichtet, 1921 zum Direktor und 1923 zum Intendanten ernannt. Er war damit zu jener Zeit der jüngste Theaterleiter Deutschlands. Seine bedeutendsten Leistungen in Oldenburg waren 1921 die Einführung der Oper am Landestheater, die Modernisierung des Spielplans und die Bindung der Niederdeutschen Bühne (seit 1939 August-Hinrichs-Bühne) an das Landestheater. Er hatte die Vorstellung von einem für alle sozialen Schichten offenen Theater, die jedoch auf Widerstand stieß. Renato Mordo begründete in Oldenburg die Dramaturgischen Blätter des Oldenburger Landestheaters sowie die kleine Zeitschrift Der Ziehbrunnen, in dem auch der Dichter Georg von der Vring (1889–1968) publizierte. Er ermutigte den oldenburgischen Maler Adolf Niesmann (1899–1990) zur Gestaltung von Bühnenbildern.
Am 17. Juni 1922 heiratete Renato Mordo, der 1920 zum Katholizismus konvertiert war, in Wien die Schauspielerin Trude Wessely, die Tochter des Hofrats Rudolf Wessely und dessen Ehefrau Helene Schmitt, der Tochter des Komponisten und Klavierpädagogen Hans Schmitt. Am 26. März 1923 wurde in Oldenburg Renato Mordos einziger Sohn Peter Rudolf Mordo († 12. März 1985 in Stuttgart) geboren, der später Komponist und Programmreferent am Stuttgarter Rundfunk wurde.
Im Herbst 1923 kam es in Oldenburg zu Auseinandersetzungen zwischen Renato Mordo, Landesmusikdirektor Julius Kopsch und dem Theaterausschuss. Theaterinterne Schwierigkeiten und Kompetenzstreitigkeiten führten dazu, dass Renato Mordo auf der Auflösung seines Vertrages bestand.
Nachdem er Oldenburg verlassen hatte, war Renato Mordo Oberregisseur des Schauspiels am Deutschen Volkstheater in Wien (1924–1925), Schauspieldirektor am Lobe-Theater in Breslau (1925–1926) und an der Komödie Dresden (1926–1928). Von 1928 bis 1932 arbeitete er als Oberregisseur der Oper und des Schauspiels am Hessischen Landestheater in Darmstadt. Dann nahm er angesichts der sich verschlechternden politischen Lage im Deutschen Reich ein Angebot des Deutschen Theaters in Prag an. Dort war er Oberspielleiter der Oper, der Operette und des Schauspiels sowie Professor an der Deutschen Akademie für Musik und darstellende Kunst in Prag.
Nach dem Einmarsch der deutschen Truppen emigrierte Renato Mordo mit seiner Familie 1939 nach Griechenland. In Athen gründete er die Staatsoper, deren Direktor er wurde. Hier förderte er auch die noch unbekannte Opernsängerin Maria Callas. Während der Besetzung Griechenlands durch Italien und das Deutsche Reich erhielt er Arbeits- und Ausgehverbot. Als 1943 die Judenverfolgung auch in Athen begann, wurde er verhaftet und in das deutsche Konzentrationslager in Haidari bei Athen gebracht. Nach dem Abzug der Deutschen im September 1944 wurde er freigelassen und durfte wieder arbeiten. Er wurde jedoch nach dem Ende des griechischen Bürgerkrieges als Kommunist verleumdet und aus der Staatsoper entlassen. Seit 1941 veröffentlichte er einige Komödien und Dramen, so z. B. die Operette Pfeffer und Salz, deren Musik sein Sohn Peter Rudolf Mordo komponierte.
1947 konnte Renato Mordo ein erfolgreiches Gastspiel an der Wiener Staatsoper abhalten. Von 1947 bis 1951 leitete er die Oper in Ankara und war dort auch Professor für Musik und darstellende Kunst. 1951/52 hielt er sich wieder in Athen auf und absolvierte anschließend ein sechsmonatiges Gastspiel an der Habimah in Tel Aviv. 1952 wurde er Oberregisseur der Oper am Stadttheater Mainz, wo er drei Jahre später am 5. November 1955 starb.

## Würdigung
Renato Mordo war ein künstlerischer Neuerer, der den Spielplan stets progressiv zu gestalten wusste. In Oldenburg führte er die Oper ein, in Athen und Ankara zählte er zu den Mitbegründern der dortigen Staatsopern. Auch an seinen übrigen Wirkungsstätten leistete er, künstlerisch von Max Reinhardt befruchtet, verdienstvolle Arbeit.

## Werke
- Heilige Stunden. Gedichte. Heidelberg. 1917.
- Pfeffer und Salz (Komödie). Basel. 1941.
- Kleines Abenteuer (Komödie). 1944.
- Chaidari (Drama). 1945.
- Das schwarze Phantom. 1946.
- Adam II. (Komödie). 1947.
- Erlebt, erlauscht, erlogen. Theateranekdoten. 1951.

### Herausgegebene Werke
- Renato Mordo, Jakob Stöcker, Martin Venzky (Hrsg.): Der Ziehbrunnen. Oldenburger Blätter für Theater, Literatur und Bildende Kunst. Erstes Heft, März 1921; Zweites Heft, April 1921; Drittes Heft, Mai 1921; Sonderheft, Mai 1921
- Chaidari : Szenen aus Hitlers Konzentrationslager in Griechenland, aus dem Nachlass hrsg. von Torsten Israel im Auftrag der Landeszentrale für politische Bildung Rheinland-Pfalz und des Landtags Rheinland-Pfalz ; mit einem Beitrag von Anna Maria Droumpouki zur Geschichte des Konzentrationslagers Chaidari, Ludwigshafen : Llux Agentur & Verlag, 2021, ISBN 978-3-938031-75-9